# Amt Bordesholm
L’ amt Bordesholm est un amt, c'est-à-dire une forme d'intercommunalité du Schleswig-Holstein, dans l'arrondissement de Rendsburg-Eckernförde, dans le Nord de l'Allemagne. Il regroupe 14 municipalités et 14 878 habitants (au 31 décembre 2022).

## Source de la traduction
- (de) Cet article est partiellement ou en totalité issu de l’article de Wikipédia en allemand intitulé « Amt Bordesholm » (voir la liste des auteurs).